# Monobiantes benoiti
Genre
Espèce
Monobiantes benoiti, unique représentant du genre Monobiantes, est une espèce d'opilions laniatores de la famille des Biantidae.

## Distribution
Cette espèce est endémique du Kenya. Elle se rencontre vers Molo.

## Description
Le mâle holotype mesure 2,6 mm.

## Étymologie
Cette espèce est nommée en l'honneur de Pierre L. G. Benoit.

## Publication originale
- Lawrence, 1962 : « LXXIV.- Opiliones. Résultats scientifiques des missions zoologiques de l`IRSAC en Afrique orientale. » Annales du Musée Royal de l'Afrique Centrale, Sciences Zoologiques, vol. 110, p. 9–89.